# Piploda
Piploda fou un estat tributari protegit de l'Índia, del tipus thakurat garantit a l'agència de Malwa. La superfície era de 155 km². La població el 1901 era d'11.441 i el 1931 de 9.627 habitants. Els hindús eren el 84%. Hi havia 28 pobles (cinc dels quals en condomini amb Panth Piploda). El 72% de la població parlava malwi i el 90% vivia de l'agricultura. La casta principal eren els kunbis.
La capital era Piploda a 23° 36′ N, 74° 57′ E / 23.600°N,74.950°E amb 3.282 habitants el 1901.
La dinastia reial era del clan dòria dels rajputs, vinguts des de Kathiawar i la nissaga reclama origen en els rajputs chauhans; un cap de nom Kaluji es va apoderar el 1285 de la fortalesa de Sabalgarh, a uns 10 km de la ciutat de Piploda. El 1547 Shardul Singh, sisè descendent de Kaluji, va estendre notablement les seves possessions i va fundar la ciutat de Piploda. Al segle XVIII els atacs marathes van reduir el principat i va quedar subjecte a Amir Khan Pindari (Amir Ali Khan). El gener de 1818 Abdul Ghafur Muhammad Khan fou reconegut sobirà independent de Jaora en virtut de l'article 12 del tractat de Mandasor, i es va plantejar llavors la qüestió de Piploda que quedava sota la seva jurisdicció; amb la mediació de Sir John Malcom, el nawab de Jaora va acceptar el 1821 permetre al thakur tenir les terres contra un tribut de 28.000 rúpies l'any i altres compensacions. Un nou acord es va fer el 1844 sense coneixement del govern de l'Índia, en la que la posició dels thakurs fou més estrictament definida. El 1857, durant el motí, el thakur Shiv Singh va proveir als britànics de Mandasor amb cavalleria i homes. Thakur Kesri Singh va pujar al tron el 1888. El thakur administrava el territori assistit per un kamdar, i tenia poders judicials limitats, amb tots els casos problemàtics en mans de l'agent. Rebia subvencions de Dewas (253 rúpies) i Jaora (1000 rúpies)

## Llista de thakurs
- Rawat Sawalsinghji (fill del rawat de Mandawal)
- Thakur Sadal Singh
- Thakur Prithwi Singh 1820-?
- Thakur Umed Singh
- Thakur Shiv Singh vers 1857
- Thakur Onkar Singh ?-1863
- Maharaj Rawat Dulai Singh 1863-1888
- Rao Kesri Singh 1888-1919
- Rawat Mangal Singh 1919-1936
- Raja Raghuraj Singh 1936-1948 (menor d'edat)